# Terminator 2: Dzień sądu
Terminator 2: Dzień sądu, Terminator 2: Ostateczna rozgrywka (ang. Terminator 2: Judgment Day; krócej T2) – amerykański film z gatunku science fiction wyreżyserowany w 1991 roku przez Jamesa Camerona, drugi film z serii Terminator, bezpośrednia kontynuacja filmu Terminator z 1984 roku.
Druga część została uznana za najlepszą z serii, a nawet stała się jednym z filmów przełomowych w dziedzinie efektów specjalnych. Terminator 2 został nagrodzony ponad dziesięcioma nagrodami, głównie za ścieżkę dźwiękową, efekty specjalne, grę aktorską i fabułę. Serwis Rotten Tomatoes przyznał filmowi wynik 93%.
W 2023 roku Terminator 2 został wpisany przez „National Film Preservation Board” do Narodowego Rejestru Filmowego Stanów Zjednoczonych, co oznacza szczególną ochronę filmu i przechowywanie go w Bibliotece Kongresu jako film „znaczący kulturowo, historycznie lub estetycznie”.

## Fabuła
Akcja rozgrywa się w 1995 roku, 11 lat po wydarzeniach ukazanych w Terminatorze. John Connor (Edward Furlong) jako dziesięciolatek mieszka z rodziną zastępczą w Los Angeles. Jego matka Sarah Connor (Linda Hamilton) przygotowywała go do jego przyszłej roli jako przywódcy ludzi, lecz została aresztowana i zatrzymana w zakładzie psychiatrycznym pod opieką doktora Petera Silbermana (Earl Boen) po próbie wysadzenia fabryki komputerów. Skynet w 2029 roku wysyła Terminatora T-1000 (Robert Patrick) do 1995 roku, by zabić Johna. W tym samym czasie John Connor (Michael Edwards) wysyła przeprogramowanego przez siebie Terminatora T-800 (Arnold Schwarzenegger), by chronił on jego młodsze wcielenie. T-1000 jest jednak technologicznie bardziej zaawansowany niż T-800, będąc zbudowany z materiału przypominającego ciekły metal. Ta właściwość pozwala mu na dowolną zmianę kształtu, w tym może też wytwarzać proste narzędzia, takie jak noże i haki. Z tego tytułu jest odporny na ostrzał z broni XX wieku, gdyż wszelkie uszkodzenia niemal od razu się zasklepiają. Posiada również znacznie szerszy zakres funkcji społecznych niż T-800 (pokazane jest, jak ten musi się uczyć udzielania odpowiedzi w sposób bardziej ludzki), gdyż udawanie policjanta nie sprawia mu kłopotu.
T-800 i T-1000 jednocześnie znajdują Johna w centrum handlowym, co się kończy ucieczką motocyklem. Terminator tłumaczy Johnowi, jakie jest jego zadanie. W obawie przed atakiem T-1000 na jego matkę znajdującą się w szpitalu psychiatrycznym, John nakazuje Terminatorowi uwolnienie jej. Okazuje się, że Sarah w tym samym momencie podejmowała próbę ucieczki. Na początku trudno jej zaakceptować T-800, ale zdobywa on jej zaufanie po tym, gdy ją skutecznie ochrania przed T-1000. Terminator informuje ją i Johna o przyszłości, wspominając sieć Skynet i rewolucyjny mikroprocesor leżący u jej podstaw.
Sarah udaje się do dawnego przyjaciela po broń i planuje ucieczkę do Meksyku, ale sen o eksplozji atomowej powoduje, że decyduje się zabić przyszłego twórcę mikroprocesora – Milesa Dysona (Joe Morton). Rani go w domu, lecz Terminator i John przybywają na czas, by ją powstrzymać. Razem z Dysonem organizują napad na firmę Cyberdyne, odpowiedzialną za sieć Skynet, tej samej nocy. W siedzibie firmy dowiadują się, że Skynet powstało z artefaktów będących ramieniem i procesorem Terminatora z poprzedniego filmu. W wyniku akcji policji Miles zostaje ciężko ranny, ale udaje mu się wysadzić budynek Cyberdyne, by zatrzeć ślady. Terminator, John i Sarah uciekają, lecz ściga ich T-1000. Po długim pościgu dopada ich w hucie stali, gdzie odbywa się ostatnia, dramatyczna walka. Kończy się ona zniszczeniem T-1000 przez wrzucenie go do kadzi ze stopioną stalą. John wrzuca tam procesor i ramię znalezione w firmie Cyberdyne. T-800 poświęca się i prosi Sarę, by opuściła go do kadzi i zniszczyła, aby zapobiec znalezieniu jego szczątków i użyciu tej technologii do stworzenia Skynetu. John ze smutkiem godzi się ze zniszczeniem T-800, którego zdążył traktować jak ojca. Film kończy się ujęciem Sary, patrzącej w przyszłość z ufnością.

## Obsada
| Obsada polskiego dubbingu: |
| - Szymon Mysłakowski – Terminator T-800 - Monika Obara – Sarah Connor - Jakub Strach – John Connor - Filip Gurłacz – Terminator T-1000 - Artur Dziurman – doktor Peter Silberman - Otar Saralidze – Miles Dyson - Anna Gajewska – Janelle Voight |

- Arnold Schwarzenegger – Terminator (Model T-800)
- Robert Patrick – Terminator (Model T-1000)
- Linda Hamilton – Sarah Connor
- Edward Furlong – John Connor
  - Michael Edwards – dorosły John Connor
- Michael Biehn – Kyle Reese (wersja rozszerzona)
- Earl Boen – doktor Peter Silberman
- Joe Morton – doktor Miles Dyson
- S. Epatha Merkerson – Tarissa Dyson
- Jenette Goldstein – Janelle Voight
- Xander Berkeley – Todd Voight
- Danny Cooksey – Tim
- Leslie Hamilton Gearren – odbicie w lustrze podczas sceny wyciągania procesora z głowy T-800; w scenie snu wciela się w „zaniepokojoną” Sarę za siatką placu zabaw; Terminator (model T-1000) w hucie podczas wcielenia się T-1000 w Sarę.
- Matt McColm (dubler Arnolda Schwarzeneggera)

## Wersja reżyserska
Projekcja filmu w kształcie zakładanym przez scenariusz mogłaby trwać ponad dwie godziny, ale w materiale znalazły się sceny, które można było usunąć. Usunięcie wybranych scen reżyser tłumaczył zbyt wolną akcją oraz restrykcjami, obligującymi go do projekcji. Film miał swoją premierę w 1991 roku w wersji skróconej trwającej 140 minut. Reżyserska wersja Terminatora 2 miała premierę w 1993 roku na płycie w formacie LaserDisc, na której można zobaczyć odrzucone z pierwszej wersji sekwencje (Terminator Judgment Day – wersja reżyserska).

## Nagrody i nominacje
Film na 64. ceremonii wręczenia Oscarów zdobył cztery statuetki – za najlepsze efekty specjalne, najlepszy dźwięk, najlepszy montaż dźwięku oraz najlepszą charakteryzację. Był również nominowany w kategoriach: „najlepszy montaż” i „najlepsze zdjęcia”. Otrzymał także nagrodę Hugo w kategorii „najlepsza prezentacja dramatyczna” w 1992 roku.